# ماتو
ماتو (به لاتین: Mato) یک روستا در دماغه سبز است.